# 피터빌트
피터빌트(영어: Peterbilt)는 미국의 트럭 전문 자동차 메이커이다.

## 개요
1939년에 설립이 되었으며 1958년에 파카 그룹에 인수되어 자회사가 되었다. 이 회사에서 가장 유명한 모델은 트랜스포머의 옵티머스 프라임으로 유명한 피터빌트 379 모델이 있다. 1987년부터 생산되기 시작해 2007년까지 생산되었다. 현재 피터빌트 379의 후속은 피터빌트 389로 알려져 있다.

## 사진

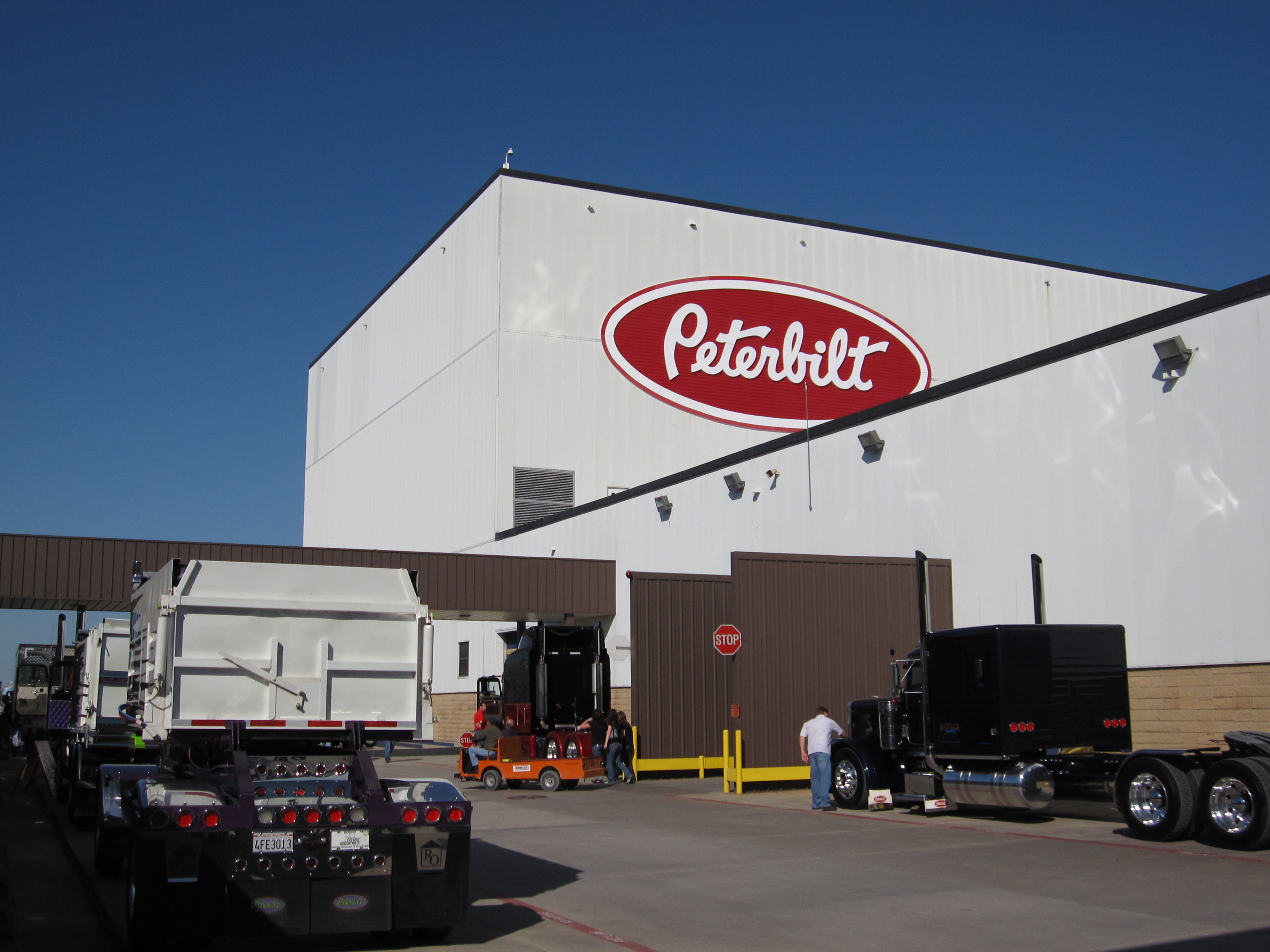
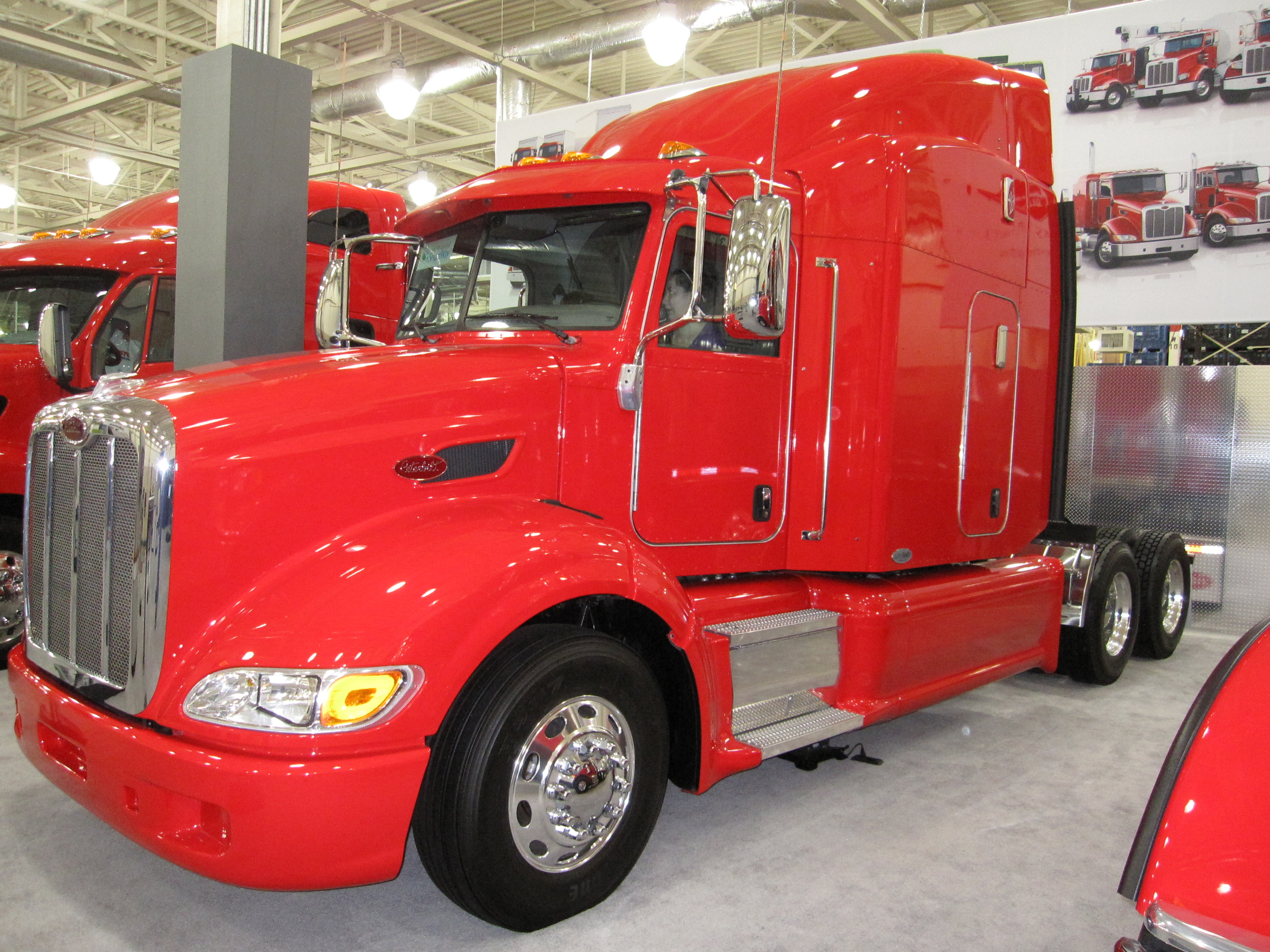
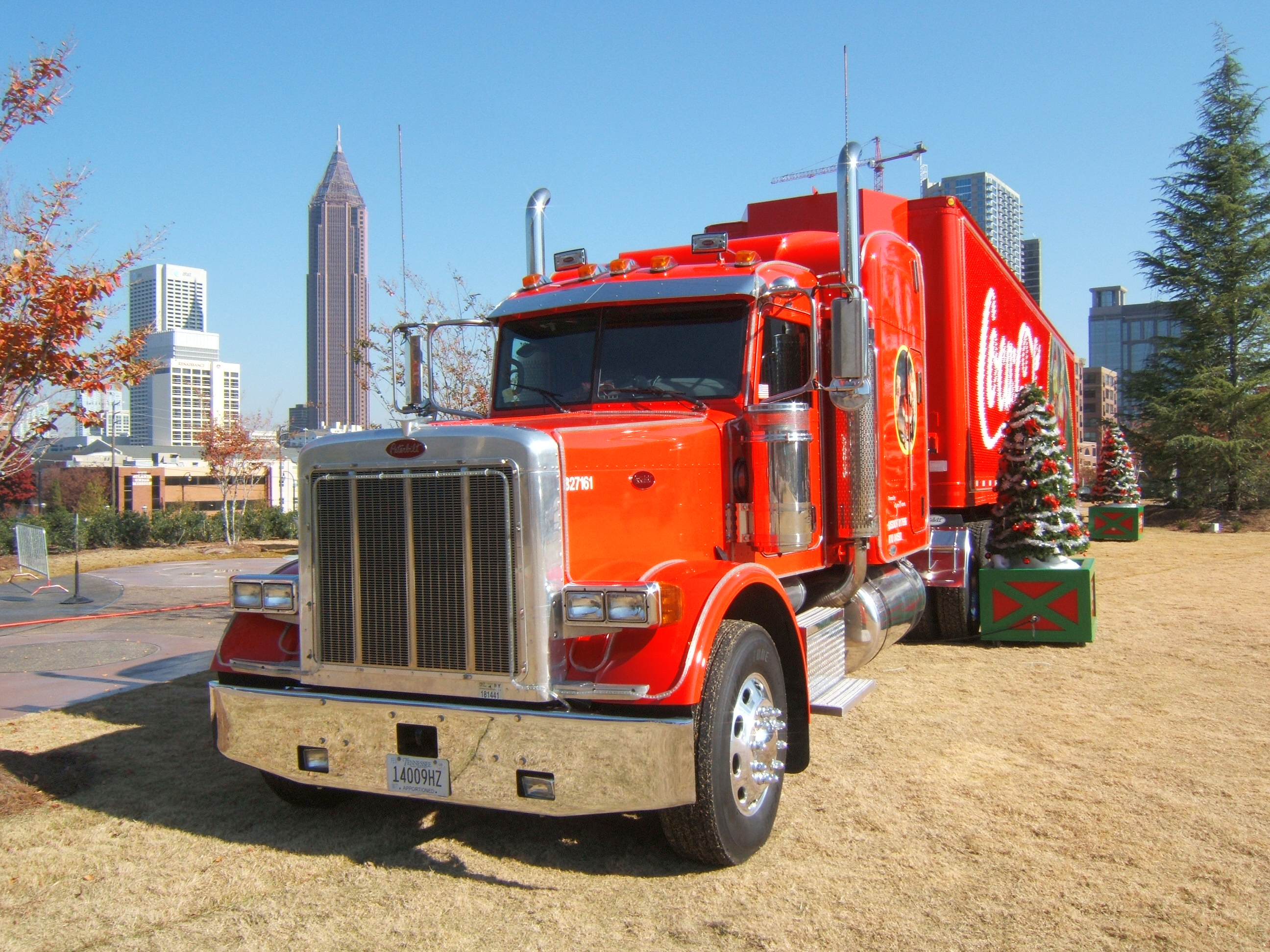
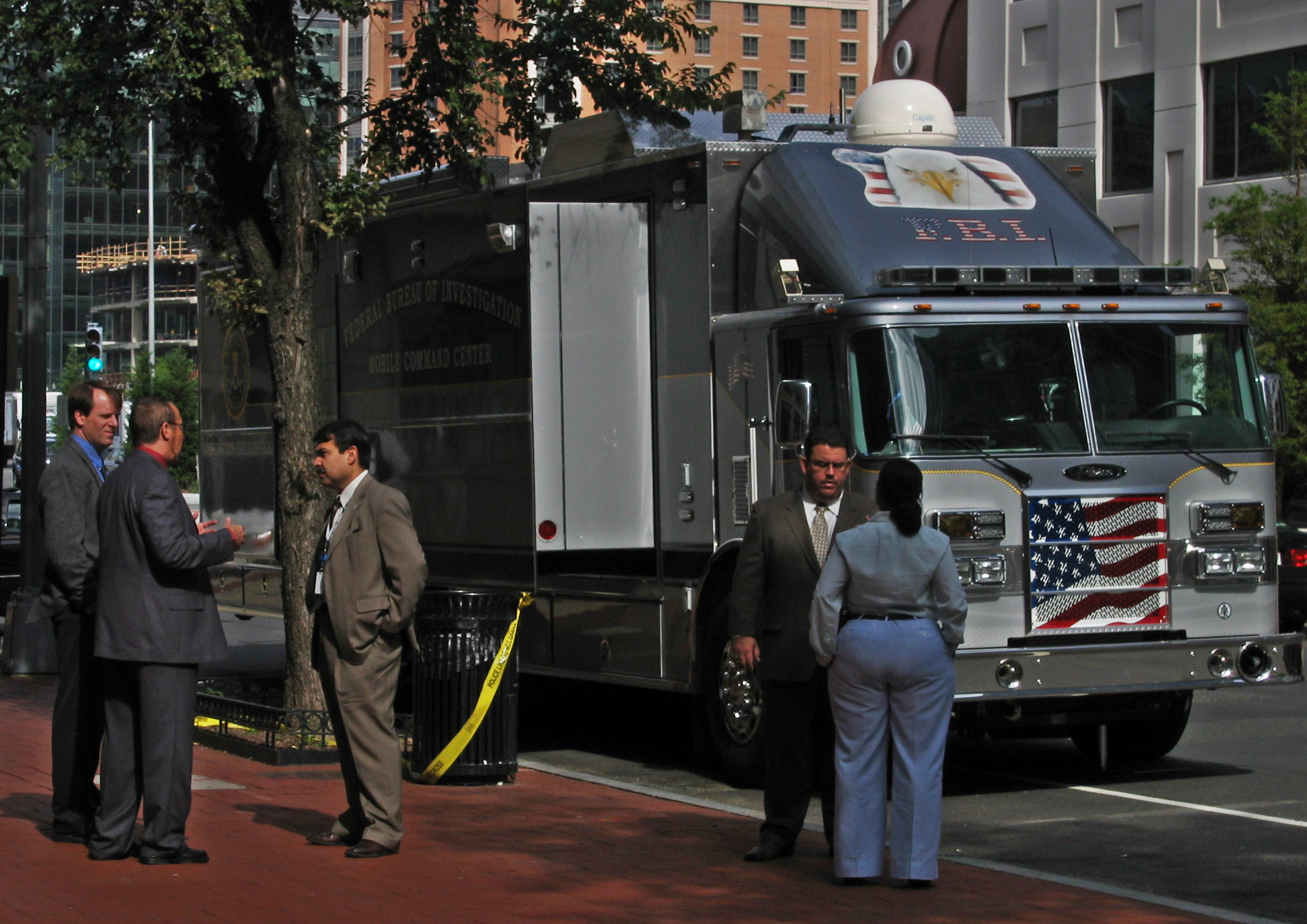
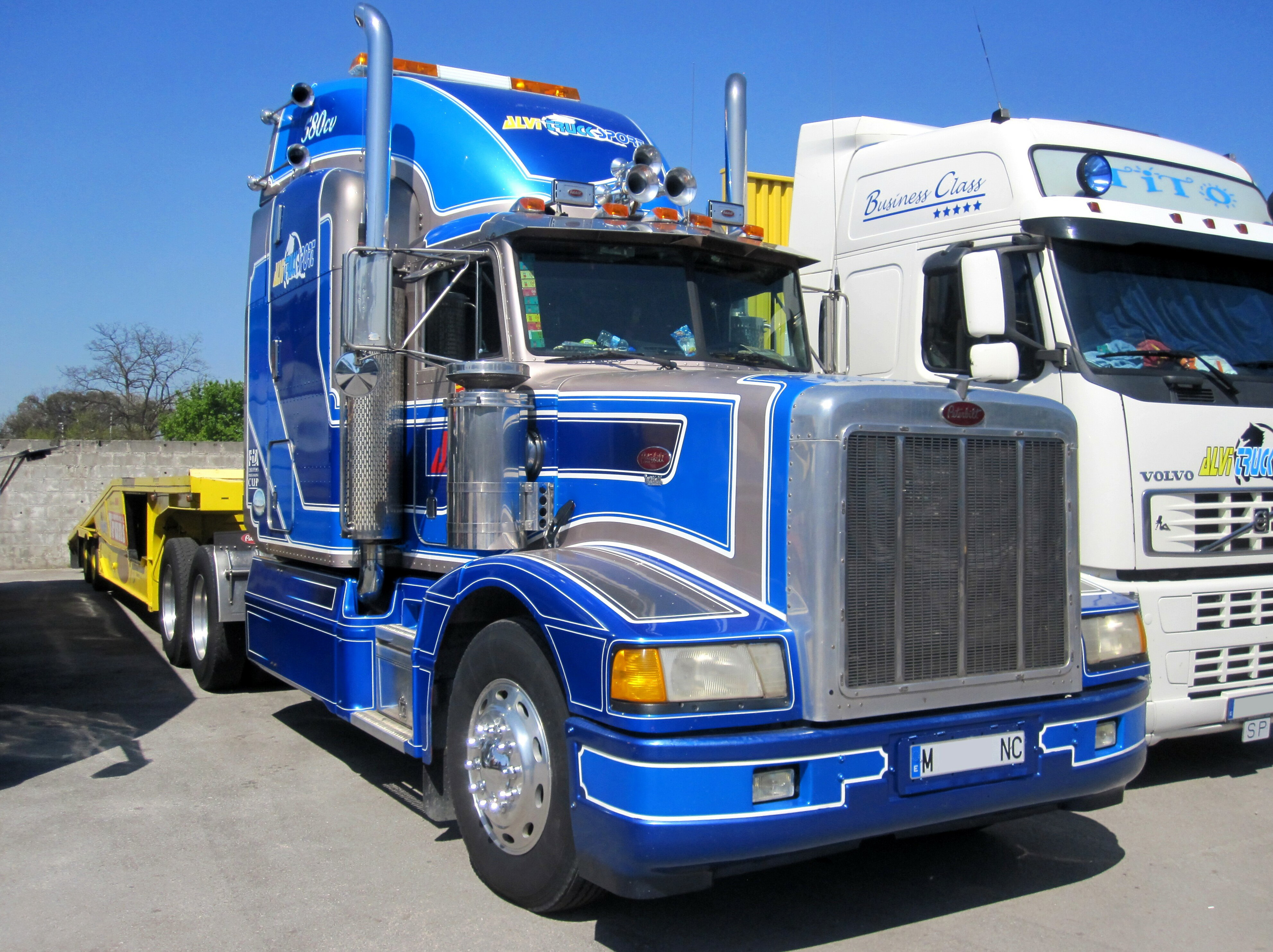
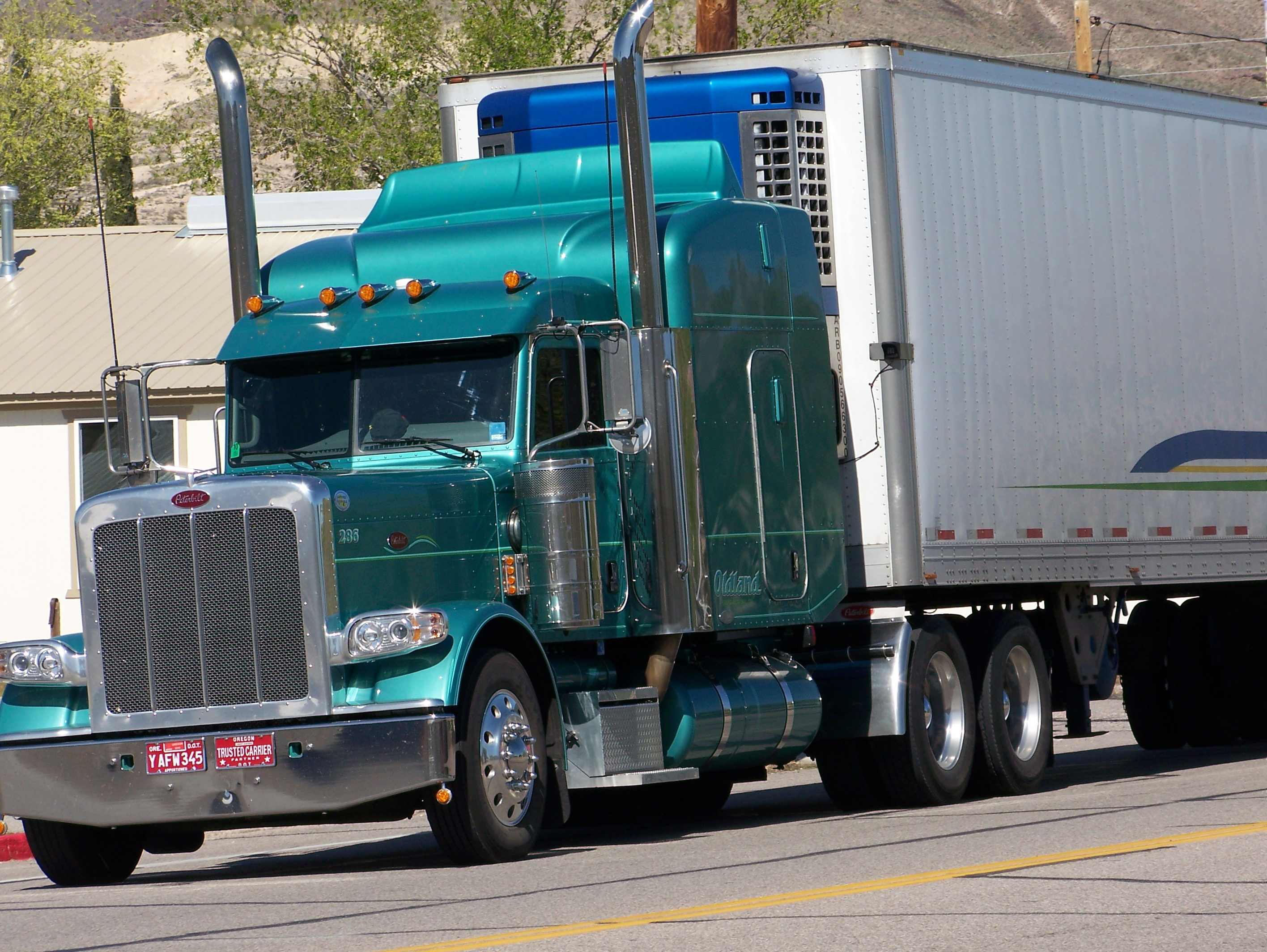
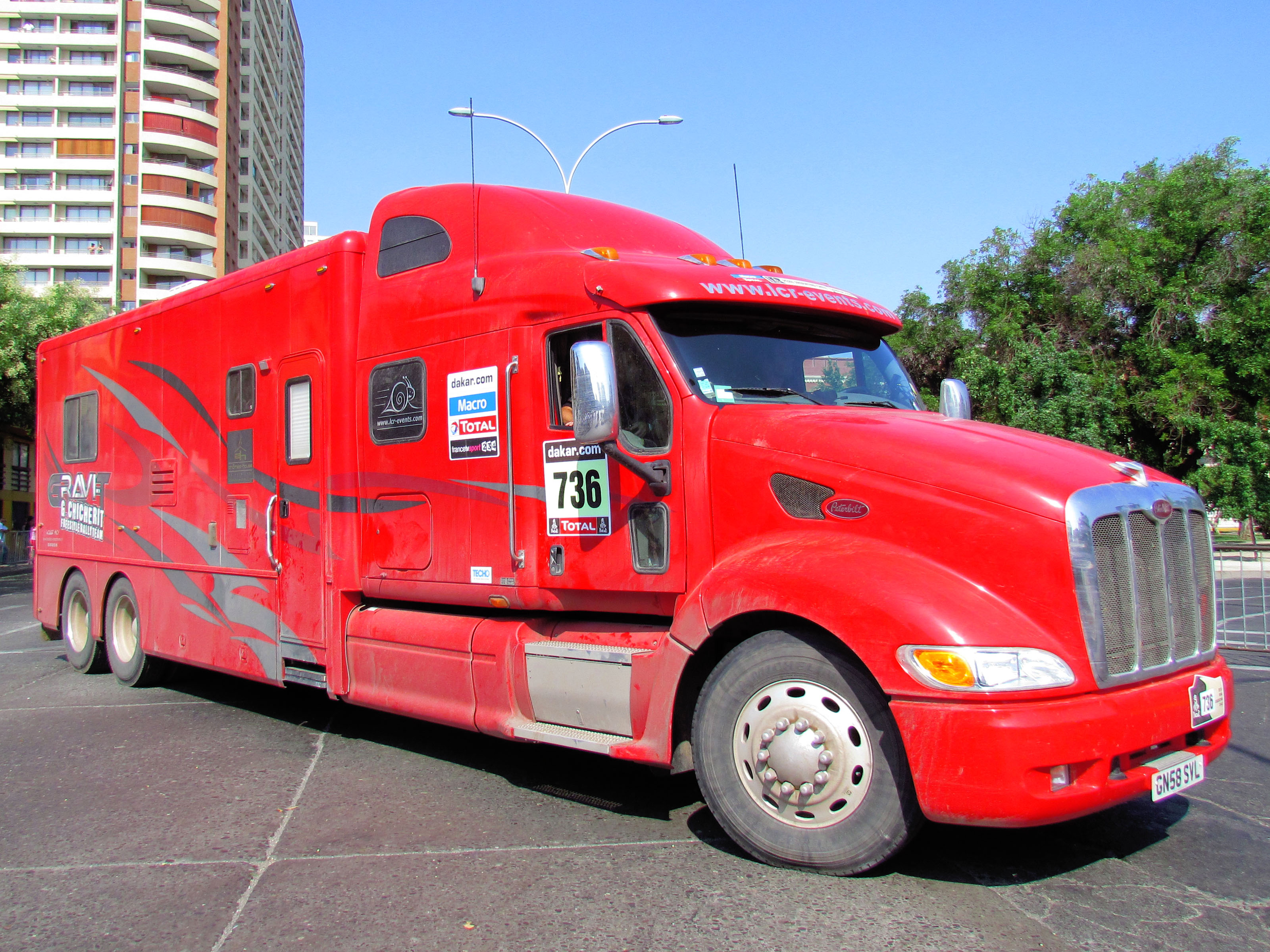
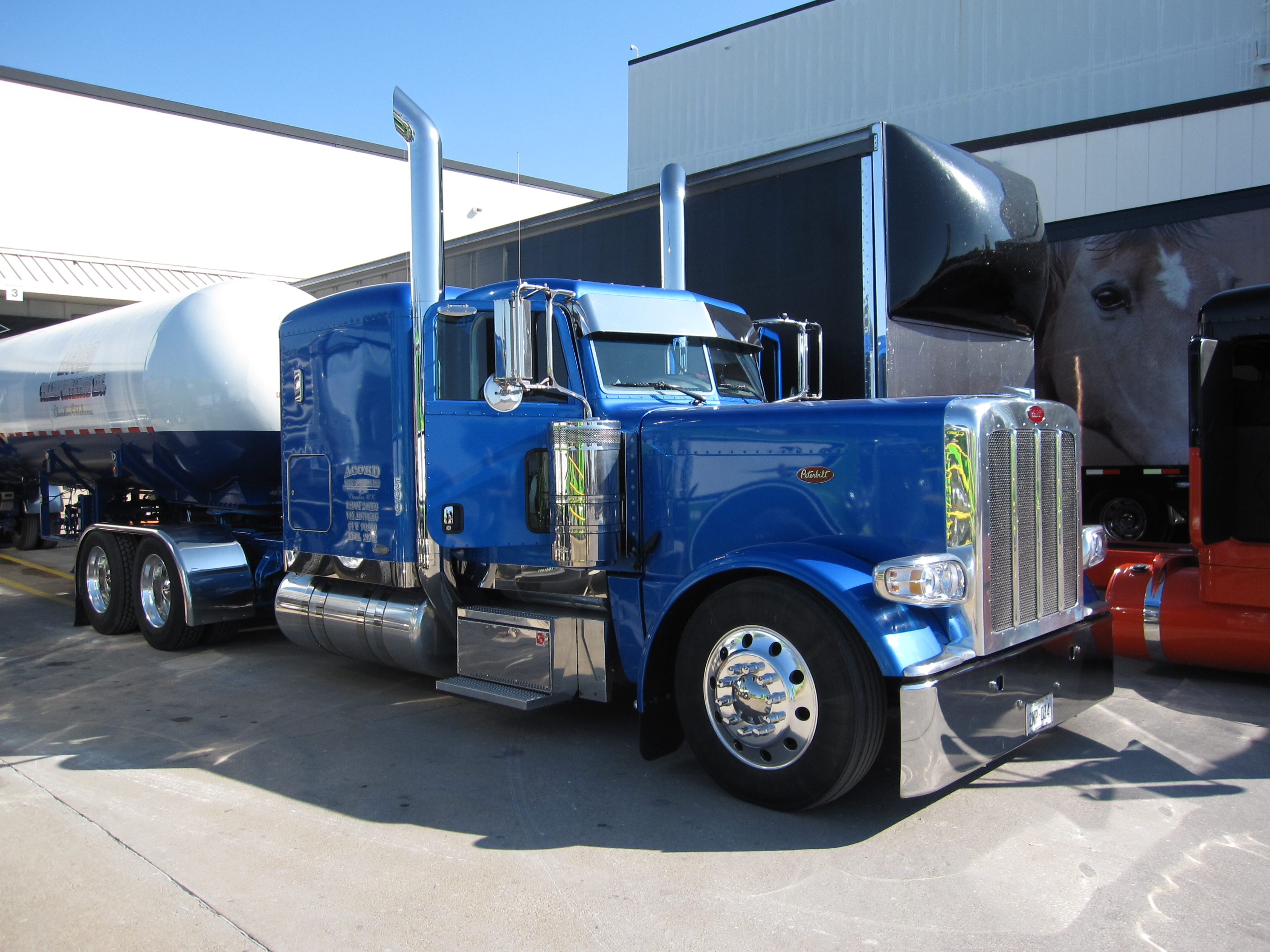
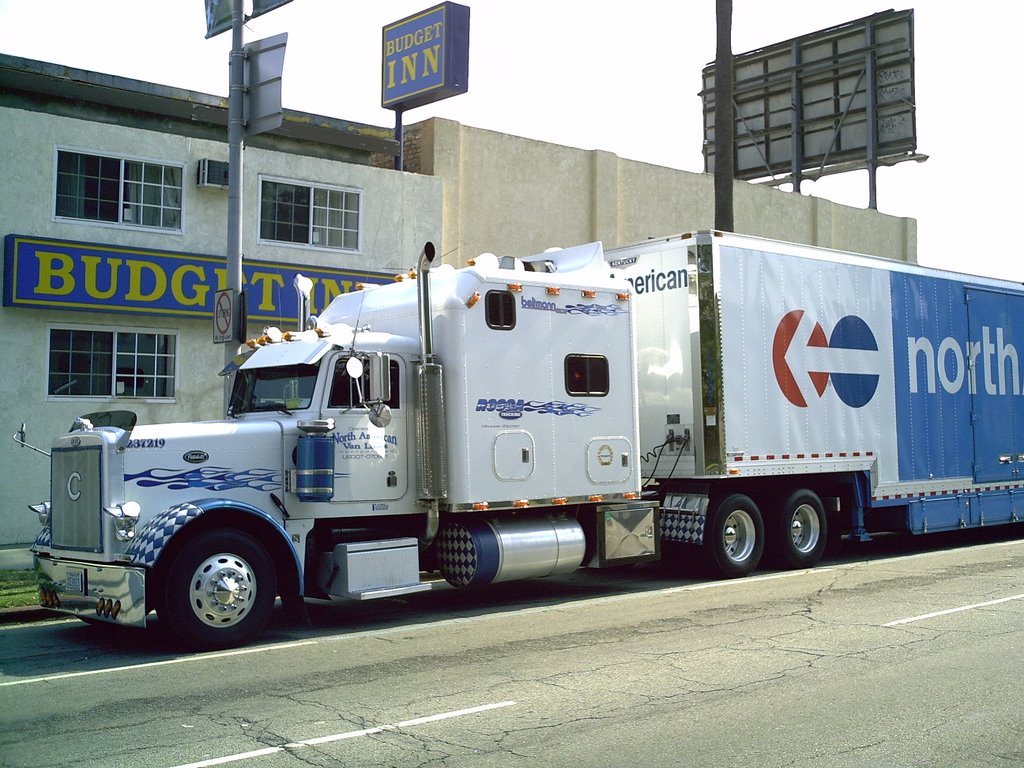

## 생산 차종

#### 현재 생산차종
- 389
- 388
- 384
- 367
- 365
- 330, 335 및 340
- 325
- 320
- 210/220
- 587
- 579[2][3]
- 567[4]

### 과거 생산차종
- 200/265
- 260/334
- 270/334/345
- 354/355/364
- 280/350
- 281/351
- 282/352
- 352H
- 358
- 359
- 359
- 346
- 348
- 353
- 387
- 362
- 372
- 377
- 378
- 357
- 385
- 379
- 387
- 386

## 같이 보기
- 파카 그룹
- 프라이트라이너 트럭
- 맥 트럭스